# Apple Filing Protocol
Apple Filing Protocol (voorheen AppleTalk Filing Protocol) is een propriëtair netwerkprotocol om bestanden te delen, ontwikkeld voor Mac OS X en Mac OS. In Mac OS X is AFP een van de ondersteunde systemen, naast Server Message Block (SMB), Network File System (NFS), file transfer protocol (FTP) en WebDAV. De overdracht gebeurt volgens het principe van big-endian.

## Functies
AFP ondersteunt Unicode-bestandsnamen, POSIX- en access control list-permissies, resource forks, benoemde uitgebreide attributen en geavanceerde bestandsvergrendeling (locking). In Mac OS 9 en voorgaande versies was AFP het standaardbestandsdeelsysteem.
Vanaf AFP versie 3.1 is het mogelijk om Single Sign-on toe te passen via Kerberos.